# Jan van Bronkhorst

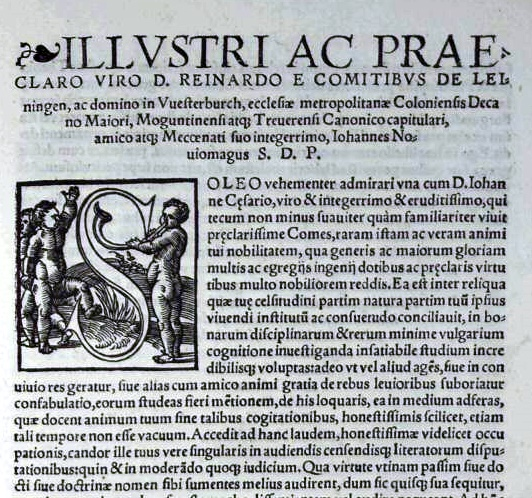
Buchwidmung des Jan van Bronkhorst an Domdekan Reinhard von Leiningen, Köln, 1537

Jan van Bronkhorst, auch Johannes Bronkhorst, Johannes Bronchorst oder Johannes Noviomagus/Neomagus (* 1494 in Nimwegen, Herzogtum Geldern; † 1570 in Köln) war ein niederländischer Mathematiker und Hochschullehrer.

## Leben
Jan van Bronkhorst besuchte in Nimwegen die Schule der Brüder vom gemeinsamen Leben (Broeders des gemeenen levens). Am 10. Oktober 1526 wurde er an der Universitas Studii Coloniensis an der Artistenfakultät aufgenommen. Im November 1527 erfolgte die Promotion zum Bakkalaureus artium, im März 1529 erhielt er das Lizenziat und im Dezember 1531 den Magister artium. Noch im selben Jahr wurde er zum Professor der Philosophie an der zur Kölner Universität gehörenden Montanerburse ernannt. Ab 1532 war er zudem Bursenregent und 1534 hatte er das Jahresdekanat der Artistenfakultät. Er las zu Mathematik und Griechisch und war daneben als Übersetzer griechischer Werke tätig. Der Kölner Domdekan Reinhard von Leiningen-Westerburg (1479–1540) zählte zu seinen Förderern, weshalb ihm Jan van Bronkhorst 1537 eines seiner Bücher widmete. In der Widmung bezeichnet er ihn als seinen „Freund und Mäzen“.
Um der in den Reformationswirren niedergehenden Universität Rostock wieder zu einem Ruf zu verhelfen, wurde Andreas Eggerdes 1540 im Rostocker Senatsauftrag nach Köln entsandt, um dort mit finanzieller Hilfe mehrerer Hansestädte Lehrer für die Rostocker Akademie anzuwerben. Zu den von den Ratsherren Umworbenen zählten neben Bronkhorst Gisbert Longolius aus Utrecht und Johannes Strubbe aus Deventer. 1542 kamen die genannten nach Rostock, wo sie gemeinsam am 11. November an der Philosophischen Fakultät vom damaligen Rektor Eggerdes immatrikuliert wurden. Bronkhorsts Rezeption zum rätlichen Professor der Mathematik erfolgte am 13. Dezember. In den Semestern 1543/44 war er Rektor der Universität, 1544/45 Dekan der Fakultät. Zudem war er Inspektor der Großen Stadtschule.
Bronkhorst verließ Rostock 1546 und wurde Rektor an der Stiftsschule in Deventer. Hier erlangte er den Titel Lizenziat iur. utr. 1548 heiratete er Clara de Coster, Tochter des Deventer Bürgermeisters Johannis de Coster. Der gemeinsame Sohn Everard van Bronkhorst (1554–1627) wurde Doktor iur. und Professor in Leiden. Als Reformierter der Religionsverfolgung des Herzogs von Alba ausgesetzt, verließ Bronkhorst 1569 Deventer und ging wieder nach Köln. Hier starb er im folgenden Jahr.
Als der Klerus eine Beerdigung in geweihtem Boden ablehnte, ließ der Bürgermeister Constantin von Lyskirchen ihn begraben.

## Schriften (Auswahl)
- Claudius Ptolemaeus / Georgius Trapezuntius: Cl. Ptolomaei Pheludiensis Alexandrini philosophi et mathematici excellentissimi Phaenomena stellarum MXXII. fixarum, ad hanc aetatem reducta atque seorsim in studiosorum gratiam nunc primum edita, Agrippina, Colonia 1537 [VD16 P 5203] (Digitalisat BSB München)
- Der südliche Sternenhimmel mit seinen Sternbildern. Stich, Objekt HB27108 im Germanischen Nationalmuseum Nürnberg[9]
- De Necessaria et utili scholae constitutione et de recta iuventutis informatione. Rostock, um 1542
(Nützliche Informationen über die Schulverfassung und das Recht der Jugend)